# OECDモデル条約
OECDモデル条約（オーイーシーディーモデルじょうやく）は、経済協力開発機構（OECD）が加盟国各国に対して採用を勧告している、加盟国間若しくはモデル租税条約の政策に賛同する非加盟国との間などの2国間において租税条約を新たに締結したり、既存の租税条約を改定する場合の見本である。所得及び財産についての租税条約モデルと相続税・遺産税についての租税条約モデルが存在する。前者の所得及び財産についての租税条約モデルは、正式には、「所得と財産に対するモデル租税条約」(Model Tax Convention on Income and on Capital)という。以下では、もっぱらこの所得税条約モデルについて述べる。

## 概要
租税条約は、両締約国が国内法に基づいて課税権を行使することによって生ずる法的二重課税を排除することを目的の一つとしているために両締約国の課税主権の譲歩を伴うと同時に、二国間の経済交流について問題となる国内法上の課税はいくつかに類型化できる。そこで、あらかじめ国際会議などであらかたの合意が得られた事項を雛型として準備し、かつ、文言の解釈についての技術的説明を公開しておくことで締結交渉が円滑となる。
第一次世界大戦終結の後、戦火にまみれた欧州諸国は経済復興には国際経済の進展が不可欠であり、国際的二重課税を排除し、国際的脱税・租税回避を防止することを目的に租税条約の標準化が必要であると考えるに至った。そこで、1921年以降、国際連盟はモデル租税条約の策定が可能であるかどうかの研究プロジェクトを実施し、1928年には事業所得についてのモデル条約草案を公表するに至った。これが租税条約モデルの始まりである。その後、第二次世界大戦の勃発を経て国際連盟は、ロンドンモデル草案、メキシコモデル草案を公表した。ロンドンモデルは第二次大戦終結後発足したOECDに継承され、メキシコモデルは国際連合モデルに継承された。
OECDは1963年に至ってモデル租税条約の草案を公表したが閣僚理事会で承認されるには至らず、1977年になって再度公表したモデル租税条約草案が承認され、1977年モデル租税条約として公表された。このモデル租税条約は、その後、1992年に至って大改正を受け、その形式も、全体を逐一承認するというスタイルからルーズ・リーフ形式（必要な修正部分だけを採択し既存のモデル条約に部分改訂を加える方式）に変更された。
もっとも、OECDモデル条約はOECD租税委員会が策定し閣僚理事会に報告された部内文書であるため、モデル租税条約自体には納税者に対しても加盟国に対しても、形式的には、法的な拘束力はない。しかし、各国の条約交渉当局や執行当局並びに裁判所等は租税条約の解釈適用に際してモデル租税条約コメンタリー等を参照することが増えてきており、実質的にはモデル租税条約及びコメンタリーは先進国のみならず中進国においても大きな影響を有している。また、モデル租税条約改訂及びコメンタリーの記述についての議論の場であるOECDの加盟国は、いわゆる先進国であるため、必ずしもその他の国（とりわけ開発途上国）の実情に配慮したものとはなっていない。このため、先進国相互間においても、両締約国間の経済力に格差がある場合には、モデル条約を踏まえつつも、配当、利子などの投資所得に対する源泉地国の制限税率などに一定の調整を加えたりするときがある。
OECDモデル条約の内容については、継続的に議論が進められているため、OECDモデル租税条約は、上述のように1963年に草案が公表された後、1977年に正式に採択され、1992年にはルーズ・リーフ版へと大改正が行われ、その後は、コンデンスド版の改訂でいえば、1994年、1995年、1997年、2000年、2003年、2005年、2008年と頻繁に改訂されている（各条文及びコメンタリーの改訂は、コンデンスド版の改訂の間隔の間に行われることが多く、むしろ頻繁に行われているというべきであろう）。さらに、各コンデンスド版については、OECDが改訂箇所として特定した箇所以外にも表現が微妙に修正されているが、OECDはこのような軽度の修正は改訂とはしていないようである（2008年夏に改訂された最新版のコンデンスド版の日本語訳として、川端康之監訳横浜国際租税法研究会『2008年版OECDモデル租税条約』（社団法人日本租税研究協会、2009年）がある）。
なお、国際連合は、途上国の経済状態をより反映した国連モデル租税条約を公表している。
これらの国際機関のモデル租税条約以外に、米国連邦財務省モデル租税条約、欧州委員会モデル租税条約、オランダ・モデル租税条約、ASEANモデル租税条約、マレーシア・モデル租税条約、カリブ共同体モデル租税条約などが公表されている。我が国財務省も内部においては条約交渉のひな形となるモデルを有するといわれており、その内容は2003年日米改訂租税条約に類似すると推測されている。